# Er du mors lille dreng?
Er du mors lille dreng? er en dansk tv-dokumentar fra 1998, der følger forældrene Bjarne og Anni, der får tvangsfjernet deres spæde søn, Jørn.
Dokumentaren blev sendt første gang på TV 2 13. april 1998 og er produceret af TV2 Østjylland. Lars Høj var instruktør på dokumentaren.

## Dokumentaren
Programmet følger Bjarne og Anni, der en sommerdag i 1997 får sønnen Jørn. Begge forældre er misbrugere af alkohol og narkotika og har selv haft en hård barndom. Umiddelbart efter fødseln anbringes forældrene og Jørn på institutionen Bethesda i Aarhus.
Aarhus Kommune ville under anbrignelsen vurdere, om forældrene er i stand til at tage sig af Jørn eller om han skal tvangfjernes. Mens Bjarne opfører sig voldsomt over for Jørn, magter Anni ikke at tage hånd om ham. Efter et par uger søger han ikke øjenkontakt med dem. Pædagogerne, der vejleder forældrene, forsøger ihærdigt at få parret til at tage ansvar for deres barn. Det ender med, at Jørn kommer i familiepleje, men der skal gå fire måneder inden kommunen træffer beslutningen.
TV 2 fulgte op med en ny dokumentar om Jørn Toft Jensen i 2008, da han er 10 år og bor hos sine plejeforældre, Lilli og Uffe. Han har her fået konstateret svær autisme og ADHD. Endnu en dokumentar i 2017 fulgte den 19-årige Jørn, der er endt som misbruger og kriminel.

### Reaktioner
Programmet skabte  i sin samtid en voldsom debat om tvangsfjernelser. Eksperter vurderede, at Jørn risikerede at tage varig skade, fordi der gik flere måneder, før kommunen greb ind og anbragte ham i en plejefamilie.
Debatten, programmet skabte, førte  til, at loven om tvangsfjernelser blev strammet, så udsatte børn fik krav på en tidlig og rigtig indsats.
Forstanderen på Bethesda vurderede i et interview i 2017, at anbrignelsen af Jørn ville være sket tidligere, hvis han havde været født på daværende tidspunkt.